# يان ماينارد
يان ماينارد (بالإنجليزية: Ian Maynard)‏ هو عازف قيثارة بريطاني، ولد في 18 سبتمبر 1981.